# Piauí
Piauí, amtlich portugiesisch Estado do Piauí, ist ein Bundesstaat im Nordosten von Brasilien. Die Bevölkerungszahl wurde zum 1. Juli 2021 auf 3.289.290 Einwohner geschätzt, die Piauienser genannt werden und auf einer Fläche von rund 251.755 km² leben. Die Hauptstadt ist Teresina.

## Geografie
Piauí grenzt an die brasilianischen Bundesstaaten Ceará, Pernambuco, Bahia und Maranhão.
Piauí ist der drittgrößte Bundesstaat des Nordostens. Gelegen in einem Übergangsgebiet weist Piauí verschiedene Landschaften mit spezifischem Klima und unterschiedlicher Vegetation auf.
Die nur 66 Kilometer lange Küste besitzt Mangrovenwälder und ein tropisches Klima mit erträglichen Temperaturen. Dagegen kennzeichnen das Landesinnere ein semiarides Klima und hohe Temperaturen. Die Regenzeit dauert von Dezember bis April. Es dominieren Savannen und Steppen, Cerrados, und Trockengebiete mit Busch- und Dorngewächsen.

## Geschichte
Piauí ist der einzige Bundesstaat im Nordosten, in dem die Besiedlung vom Landesinnern her erfolgte. Ende des 17. Jahrhunderts ließen sich Viehzüchter auf der Suche nach neuen Weidegründen nieder. Bald entstanden riesige Rinderfarmen. Nach der Vertreibung der Jesuiten fielen viele Farmen an Portugal zurück und wurden aufgegeben.

## Politik
Bei den Wahlen in Brasilien 2018, hier bei den Gouverneurswahlen für die Exekutive, wurde Wellington Dias des Partido dos Trabalhadores (PT) für die Amtszeit von 2019 bis 2023 zum 52. Gouverneur wiedergewählt. Er hatte dieses Amt bereits seit 2015 inne. Vizegouverneurin ist Regina Sousa (PT).
Die Legislative wird von 30 gewählten Abgeordneten (deputados estaduais) in der Legislativversammlung von Piauí ausgeübt. Der Staat entsendet 10 Bundesabgeordnete (deputados federais) in die Abgeordnetenkammer und drei Bundessenatoren in den Bundessenat des Nationalkongresses.

## Bevölkerung

### Städte

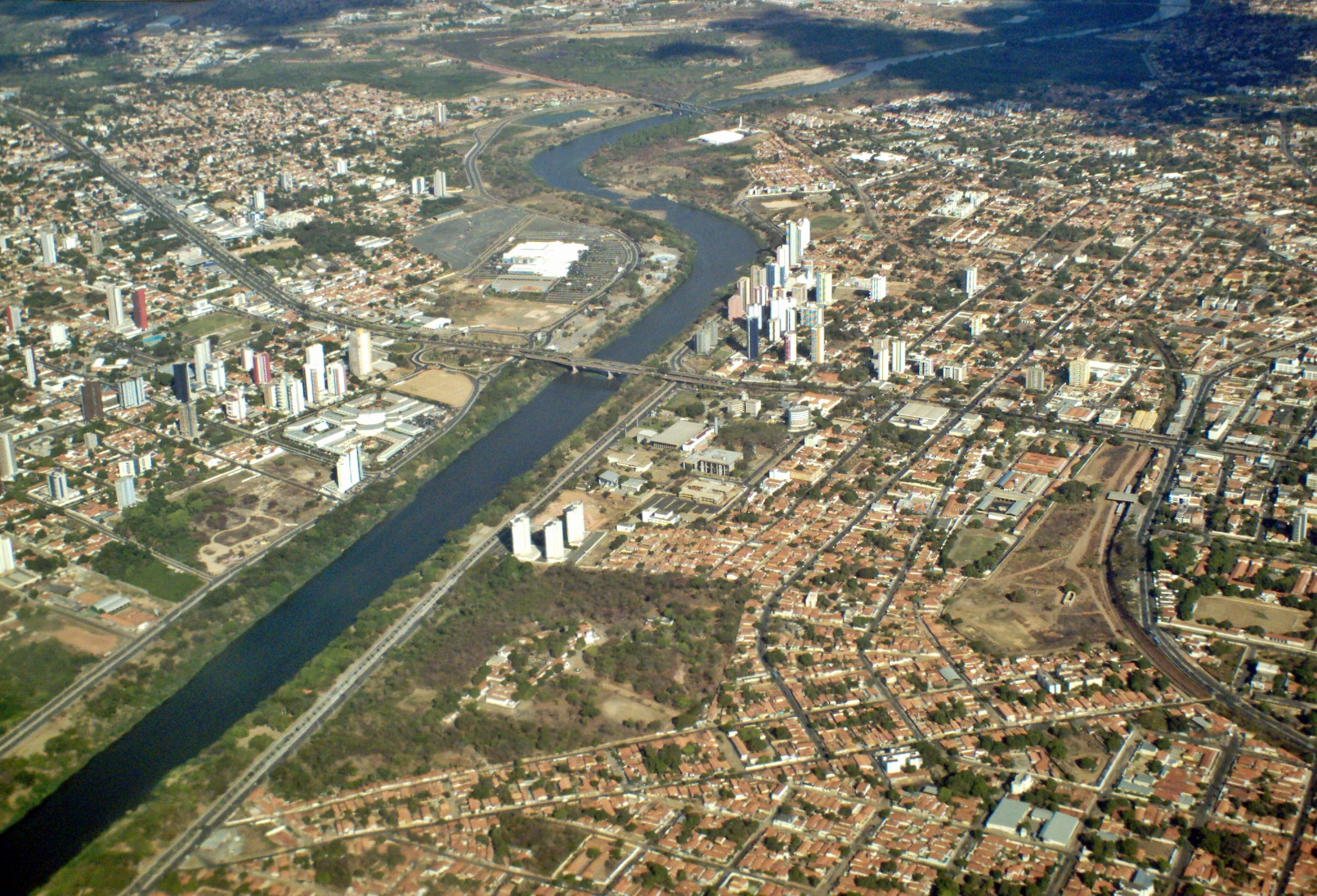
Teresina aus der Luft

Piauí hat mit Stand 1. Juli 2020 224 einzelne Städte, die municípios. Die größten Städte sind mit ihren Einwohnerzahlen geschätzt zum 1. Juli 2020:
|  | Stadt       | Rang | Einwohner |
|  | ----------- | ---- | --------- |
|  | Teresina    | 01   | 868.075   |
|  | Parnaíba    | 02   | 153.482   |
|  | Picos       | 03   | 78.431    |
|  | Piripiri    | 04   | 63.787    |
|  | Floriano    | 05   | 60.025    |
|  | Barras      | 06   | 47.185    |
|  | Campo Maior | 07   | 46.893    |
|  | União       | 08   | 44.569    |
|  | Altos       | 09   | 40.605    |
|  | Esperantina | 10   | 39.848    |

## Wirtschaft
Piauí ist einer der ärmsten Bundesstaaten Brasiliens. Etwa die Hälfte der Bevölkerung lebt in Städten. Es gibt keine nennenswerte Industrie. Mit steuerlichen Anreizen ist es immerhin gelungen, die Infrastruktur zu verbessern. Die Landwirtschaft wird von der Rinderzucht dominiert, angebaut werden Bohnen, Mais, Reis, Maniok, Sojabohnen und Zuckerrohr, jedoch nicht in ausreichender Menge.